# 차화준 (1935년)
차화준(1935년 1월 5일~2019년 10월 3일)은 대한민국의 정치인이다. 제14대 국회의원을 지냈다.

## 역대 선거 결과
|  | 39.29% |

|  | 42.79% |

|  | 7.91% |